# Викариатство новых территорий
Викариа́тство но́вых террито́рий — викариатство Московской епархии Русской православной церкви, объединяющее благочиния на территории «Новой Москвы». Образовано 27 декабря 2011 года решением Священного Синода. Ранее данная территория входила в состав Московской областной епархии.
Полностью именуется викариатством в пределах территорий, включенных в административные границы города Москвы в соответствии с постановлением Совета федерации Федерального собрания Российской Федерации от 27 декабря 2011 г. № 560-СФ «Об утверждении изменения границы между субъектами Российской Федерации городом федерального значения Москвой и Московской областью».
.

## Управляющие архиереи
- Савва (Михеев) (31 декабря 2011[2] — 27 июля 2018), еп. Воскресенский
- Иоанн (Руденко) (27 июля 2018[4] — 7 апреля 2019[5]), еп. Домодедовский
- Феогност (Гузиков) (7 апреля 2019[5] — 10 октября 2022), архиеп. Каширский
- Силуан (Вьюров) (c 10 октября 2022[6]), еп. Павлово-Посадский